# Artawasd Peleschjan

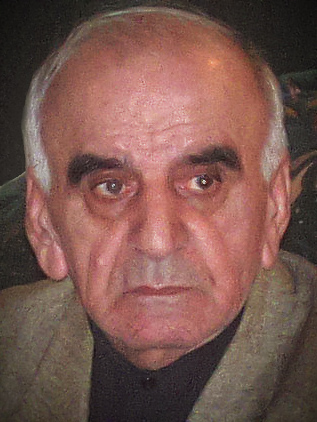
Artawasd Peleschjan

Artawasd Peleschjan (armenisch Արտավազդ Փելեշյան; * 22. Februar 1938 in Leninakan) ist ein armenischer Filmemacher, der vor allem wegen seiner innovativen Montagetechnik bekannt ist.

## Leben
Peleschjan wuchs in Kirowakan auf, arbeitete zunächst als Arbeiter, wurde dann Techniker und besuchte ab 1963 das Gerassimow-Institut für Kinematographie in Moskau. Mit Wremena goda (Die Jahreszeiten) von 1972 wurde er auch über die Grenzen der Sowjetunion hinaus bekannt. Er ist auch als Theoretiker hervorgetreten.
2017 wurde ihm die Ehrenbürgerschaft der Stadt Jerewan verliehen.
Peleschjan lebt heute in Moskau.

## Filme
- Načalo (Der Anfang), Sowjetunion 1967, 10', experimenteller Dokumentarfilm
- My (Wir), Sowjetunion 1969, 30’, experimenteller Dokumentarfilm
- Naš vek (Unser Jahrhundert), Sowjetunion 1983/90, 30', experimenteller Dokumentarfilm
- Obitateli (Die Bewohner), Sowjetunion 1970, 10’, experimenteller Dokumentarfilm
- "Osennaya pastoral", Sowjetunion 1971, 10’, Dokumentarfilm (Drehbuchautor: Peleschjan. Filmregisseur: Mikhail Vartanov)[2]
- Wremena goda (Die Jahreszeiten), Sowjetunion 1972, 30’, experimenteller Dokumentarfilm (Kameramann: Mikhail Vartanov)[3]
- Konec (Ende), Armenien 1992, 8’, experimenteller Dokumentarfilm
- Žizn (Das Leben), Armenien 1993, 7’, experimenteller Dokumentarfilm
- La nature (Die Natur), Frankreich, Armenien, Deutschland 2022, 1:03, experimenteller Dokumentarfilm[4]

## Schriften
- Artavazd Peleschjan: Distanzmontage, oder Die Theorie der Distanz, aus dem Russischen übersetzt von Hans-Joachim Schlegel, in: Die Dokumentarfilme der armenischen Sowjetrepublik, hrsg. von Hans-Joachim Schlegel, Moritz de Hadeln, Erika de Hadeln. Nyon 1989 und Berlin 1990 und in: Die subversive Kamera. Zur anderen Realität im ost- und mitteleuropäischen Dokumentarfilm, hrsg. von Hans-Joachim Schlegel. Konstanz: UVK 1999. ISBN 3-89669-134-1